# Yewbarrow
Yewbarrow är ett berg i Storbritannien.   Det ligger i grevskapet Cumbria och riksdelen England, i den centrala delen av landet, 400 km nordväst om huvudstaden London. Toppen på Yewbarrow är 628 meter över havet, eller 146 meter över den omgivande terrängen. Bredden vid basen är 1,7 km. Yewbarrow ligger vid sjön Wast Water. Det ingår i Cumbrian Mountains.
Terrängen runt Yewbarrow är huvudsakligen kuperad.Runt Yewbarrow är det ganska tätbefolkat, med 86 invånare per kvadratkilometer. Närmaste större samhälle är Egremont, 16,3 km väster om Yewbarrow. Trakten runt Yewbarrow består i huvudsak av gräsmarker.